# García Álvarez de Toledo y Osorio
García Álvarez de Toledo y Osorio (* 29. August 1514 in Villafranca del Bierzo; † 31. Mai 1577 in Neapel) war der vierte Marchese von Villafranca del Bierzo, der erste Herzog von Ferrandina und der erste Fürst von Montalbano im Königreich Neapel. Er war Vizekönig von Sizilien und Vizekönig von Katalonien.

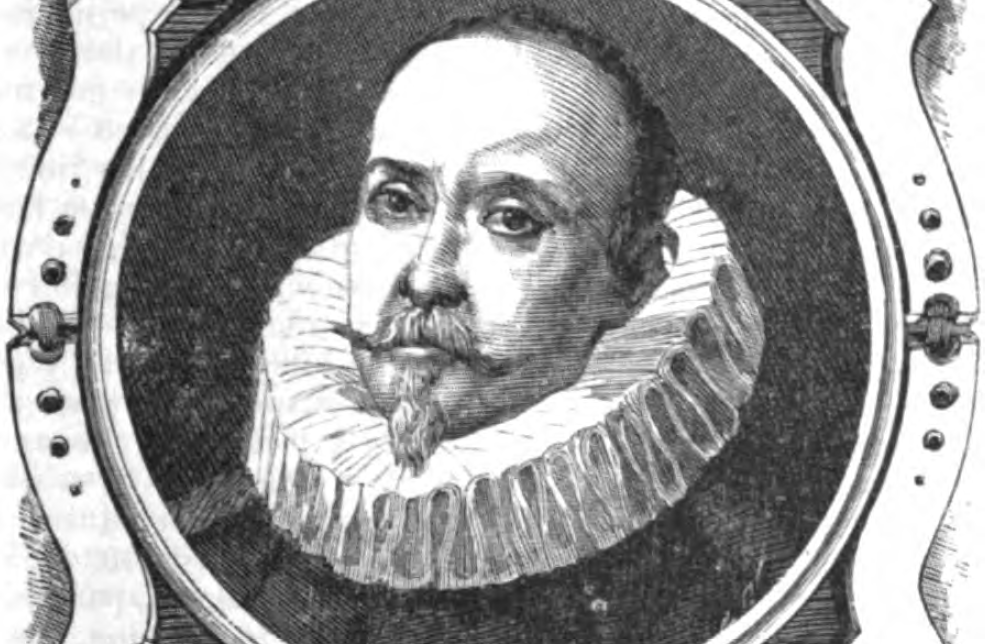
García Álvarez de Toledo y Osorio

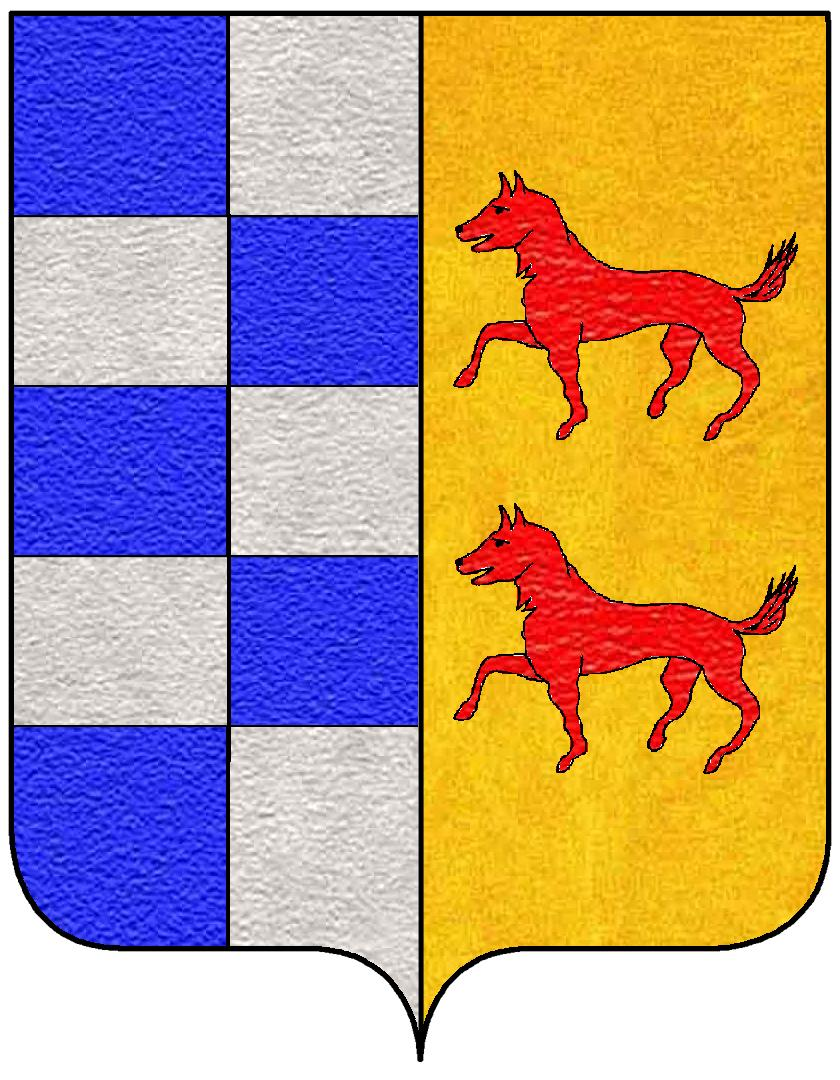
Wappen der Alvarez di Villafranca

## Leben

### Kindheit
Er war der zweite Sohn von Pedro Álvarez de Toledo und der Marquesa María Osorio y Pimentel.

### Karriere bei der Marine
Als junger Mann, im Alter von 14 Jahren, schlug er eine militärische Laufbahn in der Marine ein, wo er unter dem Kommando von Admiral Andrea Doria auf den neapolitanischen Galeeren diente; er nahm auch an der Einnahme von Tunis 1535 teil, wo spanische und neapolitanische Schiffe mit dem Piraten Khair ad-Din Barbarossa kämpften.
Außerdem nahm der junge García nach seiner Landung in Tunis an der berühmten Einnahme von Goletta teil, bei der die Spanier einen großen Sieg errangen. Nach diesen Schlachten ernannte ihn der spanische König im Alter von 21 Jahren zum General der neapolitanischen Galeeren.
Im Jahr 1541, während des Algierfeldzuges gegen Khayr ad-Din Barbarossa, gehörte er dem spanischen Geschwader an und befehligte die fünf neapolitanischen Galeeren. Später wurde er von König Karl I. von Spanien zum Generalkapitän eines Expeditionskorps ernannt, das nach Griechenland geschickt wurde, um die Türken zu vertreiben. Nachdem er den Piraten Khayr ad-Din Barbarossa besiegt hatte, wurde er 1544 zum Generalkapitän zur See ernannt. 1558 wurde er als Nachfolger von Herzog Pedro Afán de Ribera zum Vizekönig von Katalonien ernannt. Dieses Amt hatte er bis 1564 inne, als er von Herzog Diego Hurtado de Mendoza y de la Cerda abgelöst wurde.
Anschließend wurde er zum Generaloberst der kaiserlichen spanischen Infanterie ernannt. 1564 versuchte er vergeblich, die Festung Peñón de Vélez de la Gomera zurückzuerobern. Im selben Jahr wurde er als Nachfolger von Herzog Juan de la Cerda zum Vizekönig von Sizilien ernannt. Dieses Amt hatte er bis 1566 inne, als er durch Prinz Francesco Ferdinando d’Avalos ersetzt wurde.
Im Jahr 1567 schied Garcia Álvarez de Toledo aus dem aktiven Militärdienst aus und schlug später eine etwas kürzere Karriere als Berater des spanischen Königs Philipp II. von Habsburg ein. Am 24. Dezember 1569 wurde er von diesem zum ersten Fürsten von Montalbano und zum Herzog von Ferrandina ernannt.
Garcia Álvarez de Toledo erwies sich als wertvoller Experte in der Seekriegsführung, so dass er 1571 im Hinblick auf einen Feldzug gegen die Türken vom König und von seinem Halbbruder Juan de Austria um Rat gefragt wurde. Diese nutzten ausgiebig die taktisch-militärischen Ratschläge während der berühmten Seeschlacht von Lepanto und errangen den größten Seesieg der Heiligen Liga.

### Tod
Prinz Garcia Álvarez de Toledo starb am 31. Mai 1577 im Alter von 64 Jahren in Neapel und wurde in der Kirche San Giacomo degli Spagnoli beigesetzt.

## Ehe und Kinder
Garcia Álvarez de Toledo heiratete am 5. April 1536 in Neapel die Herzogin Vittoria Colonna, Tochter des Herzogs Ascanio I. Colonna und der Herzogin Giovanna d'Aragona (Verwandte von König Karl I. von Habsburg in Spanien); das Paar hatte die folgenden sechs Kinder:
- Pedro Álvarez de Toledo (6. September 1546 – 17. Juli 1627), folgte seinem Vater in den Lehen und wurde 1616 Gouverneur des Herzogtums Mailand, als Nachfolger des Marquis Juan de Mendoza y Velasco, und dies dank der Unterstützung seines berühmten Onkels Fernando Álvarez de Toledo. 1621 wurde Pedro auch General der kaiserlichen spanischen Kavallerie.
- Maria Álvarez de Toledo, heiratete ihren Cousin Fadrique Álvarez de Toledo y Enríquez de Guzmán.
- Giovanna Álvarez de Toledo, heiratete den Marchese Bernardino Pimentel Enríquez.
- Leonora Álvarez de Toledo (1553 – 9. Juli 1576), heiratete 1571 Prinz Pietro de’ Medici.
- Anna Álvarez de Toledo, heiratete den Marchese Gonzalo Gómez Dávila.
- Inés Álvarez de Toledo, heiratete den Marchese Juan Pacheco Osorio.

Darüber hinaus hatte Prinz Garcia Álvarez de Toledo zwei uneheliche Kinder:
- Fradique Álvarez de Toledo, Herr von Gaipuli.
- Delia Álvarez de Toledo, Karmeliterin des Klosters der Heiligen Klara.